# Спіральна галактика з упорядкованою структурою

Галактика Вир - приклад галактики з упорядкованою структурою

Спіральна галактика з упорядкованою структурою (англ. Grand-design spiral galaxy) - спіральна галактика, яка має два чітко виражених спіральних рукави. Протилежністю таких галактик є флокулентні галактики, у яких помітні лише окремі відрізки спіральних рукавів. Вважається, що до галактик із упорядкованою структурою належить 10% усіх спіральних галактик, до флокулентних — 30%, а ще 60% займають проміжне положення між цими двома типами.
Формування впорядкованої структури в галактиках добре пояснюється теорією хвиль густини, яка передбачає, що в галактичному диску речовина рухається з різною швидкістю і може утворювати області підвищеної густини, в яких запускається активне зореутворення. Багато галактик з упорядкованою структурою мають галактики-компаньйони, які, в рамках цієї теорії, мали викликати первинну хвилю густини.